# Louis de Puget
Pour les articles homonymes, voir Puget (homonymie).
Louis de Puget, est un savant français né à Lyon probablement en 1635 et décédé le 16 décembre 1709 dans cette même ville. 

## Biographie
La date et l'année de naissance de Louis de Puget sont incertaines car son acte de baptême n'a pas été retrouvé. Cependant il serait probablement né en 1635 ou 1636 (plutôt qu’en 1629). Il nait dans une famille de noblesse de robe établie à Lyon et à Paris. 
Il est reconnu comme pieux et charitable. Il est d'ailleurs reçu à la Compagnie du Saint-Sacrement à Lyon le 13 mai 1694, puis devient recteur du bureau des écoles des pauvres toujours à Lyon le 13 septembre 1695. Il sera ensuite élu, le 3 décembre 1696, comme l’un des trois conseillers du bureau des écoles. À partir de 1698, il sera directeur des Recluses, un ancien couvent de Lyon. 
En 1700, il est un des fondateurs de l’Académie des sciences, belles-lettres et arts de Lyon, avec Laurent Dugas, Camille Falconnet, Claude Brossette, Antoine de Serre, Jean de Saint-Bonnet et Thomas Bernard Fellon. En effet, c'est également un naturaliste et physicien dont Nicolas Boileau fera l'éloge. Ses domaines de prédilections seront les aimants et le microscope.  Il est d’ailleurs considéré comme l'un des meilleurs microscopistes. Il possède également un cabinet avec une collection d'aimant, de microscope et d'autres instruments. Cependant, il ne publiera que très peu ses recherches, et écrira seulement deux livres : Lettres écrites à un philosophe sur le choix d’une hypothèse propre à expliquer les effets de l’Aiman, en 1702 et Observations sur la structure des yeux de divers insectes, et sur la trompe des papillons, contenues en deux Lettres au R. P. Lamy, Religieux Benedictin, & dans un Mémoire qui explique les figures de quelques objets qu’on découvre par le secours du Microscope, en 1706. 
C'est aussi un poète et amateur de littérature grecque et latine. Il rencontrera notamment La Fontaine, qui s'inspirera d'une de ces fables, Le Chien Politique, pour écrire Le Chien qui porte à son cou le dîner de son maître. 
Louis de Puget est mort à Lyon le 16 décembre 1709. Cet hiver-là était particulièrement rigoureux et des épidémies sévissaient également. Il ne laisse pas de descendant et fait alors des hôpitaux de Lyon son légataire principal. Sa bibliothèque est léguée au petit collège des jésuite et sa collection d’instruments et d'aimants est, quant à elle, reprise par son ami Laurent Pianello de La Valette. 